# Margarita Levieva

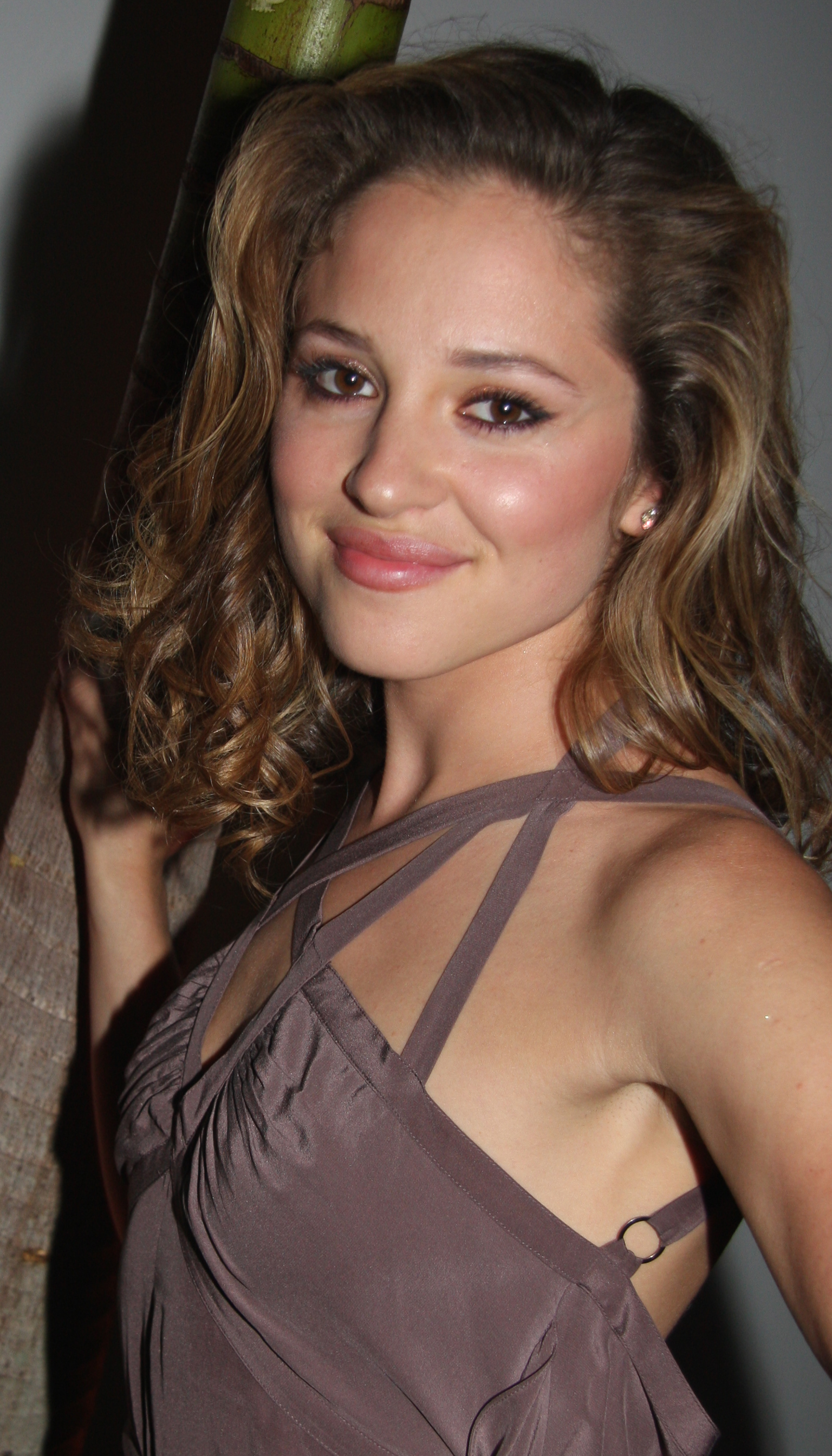
Margarita Levieva (2009)

Margarita Levieva (Margarita Wladimirowna Lewiewa, russisch: Маргарита Владимировна Левиева; * 9. Februar 1980 in Leningrad, Sowjetunion) ist eine US-amerikanische Schauspielerin.

## Leben
Margarita Levieva stammt aus einer russisch-jüdischen Familie. Bereits im Alter von drei Jahren begann sie eine Ausbildung in Rhythmischer Sportgymnastik. Als sie elf war, zog ihre Mutter mit ihr und ihrem Zwillingsbruder nach Brooklyn, New York City.
Dort besuchte sie die High School von Secaucus, New Jersey und studierte anschließend Wirtschaftswissenschaft an der New York University. Ihre Schauspielausbildung absolvierte sie am William Esper Studio.

## Karriere
2005 wählte das New York Magazine sie zu den 50 schönsten New Yorker Menschen. 2006 spielte sie in der Fernsehserie Vanished. Es folgten Rollen in Spielfilmen wie Unsichtbar – Zwischen zwei Welten, Billy’s Choice und Noise – Lärm!.
Im Jahr 2009 spielte Levieva Lisa P. in der Filmkomödie Adventureland. Im selben Jahr trat sie in einer Episode der NBC-Dramaserie Kings auf und spielte in dem Stück The Retributionists mit, sowie in der Serie How to Make It in America. Im Jahr 2011 folgte eine Nebenrolle in dem Thriller Der Mandant mit Matthew McConaughey. Zu ihren weiteren Filmen zählen Knights of Badassdom und The Diary of a Teenage Girl.
Von 2011 bis 2013 folgte eine wiederkehrenden Rolle der Amanda Clarke (Emily Thorne) bei Revenge. Von 2017 bis 2019 folgte eine Hauptrolle in der Serie The Deuce als Abigail Parker, eine abenteuerlustige College-Studentin, die eine Beziehung mit Vincent (James Franco), der Hauptfigur der Serie, eingeht. In der Netflix-Serie In From the Cold spielte sie die Hauptrolle der Jenny Franklin/Anja Petrowa.

## Filmografie (Auswahl)

### Filmauftritte
- 2004: Billy’s Choice
- 2005: N.Y.-70 (Fernsehfilm)
- 2006: The Prince (Fernsehfilm)
- 2007: David’s Apartment
- 2007: Unsichtbar – Zwischen zwei Welten (The Invisible)
- 2007: Noise – Lärm! (Noise)
- 2009: Adventureland
- 2009: Toy Boy (Spread)
- 2010: The Stand UP
- 2011: Der Mandant (The Lincoln Lawyer)
- 2012: For Ellen
- 2013: Knights of Badassdom
- 2014: Von Moskau nach Russland
- 2014: The Loft
- 2015: The Prince (Fernsehfilm)
- 2015: The Diary of a Teenage Girl
- 2015: Sleeping with Other People
- 2017: It Happened in L.A.
- 2018: Future World
- 2019: Inherit the Viper

### Serienauftritte
- 2005: Law & Order: Trial by Jury (Folge 1x08)
- 2006: Vanished (13 Folgen)
- 2009: Kings (Folge 1x04)
- 2010–2011: How to Make It in America (6 Folgen)
- 2011–2013: Revenge (23 Folgen)
- 2013, 2016: The Blacklist (5 Folgen)
- 2015: Allegiance (13 Folgen)
- 2017–2019: The Deuce (25 Folgen)
- 2022: In From the Cold (8 Folgen)
- 2024: The Acolyte (3 Folgen)
- seit 2025: Daredevil: Born Again